# Grupos militantes da Ambazônia

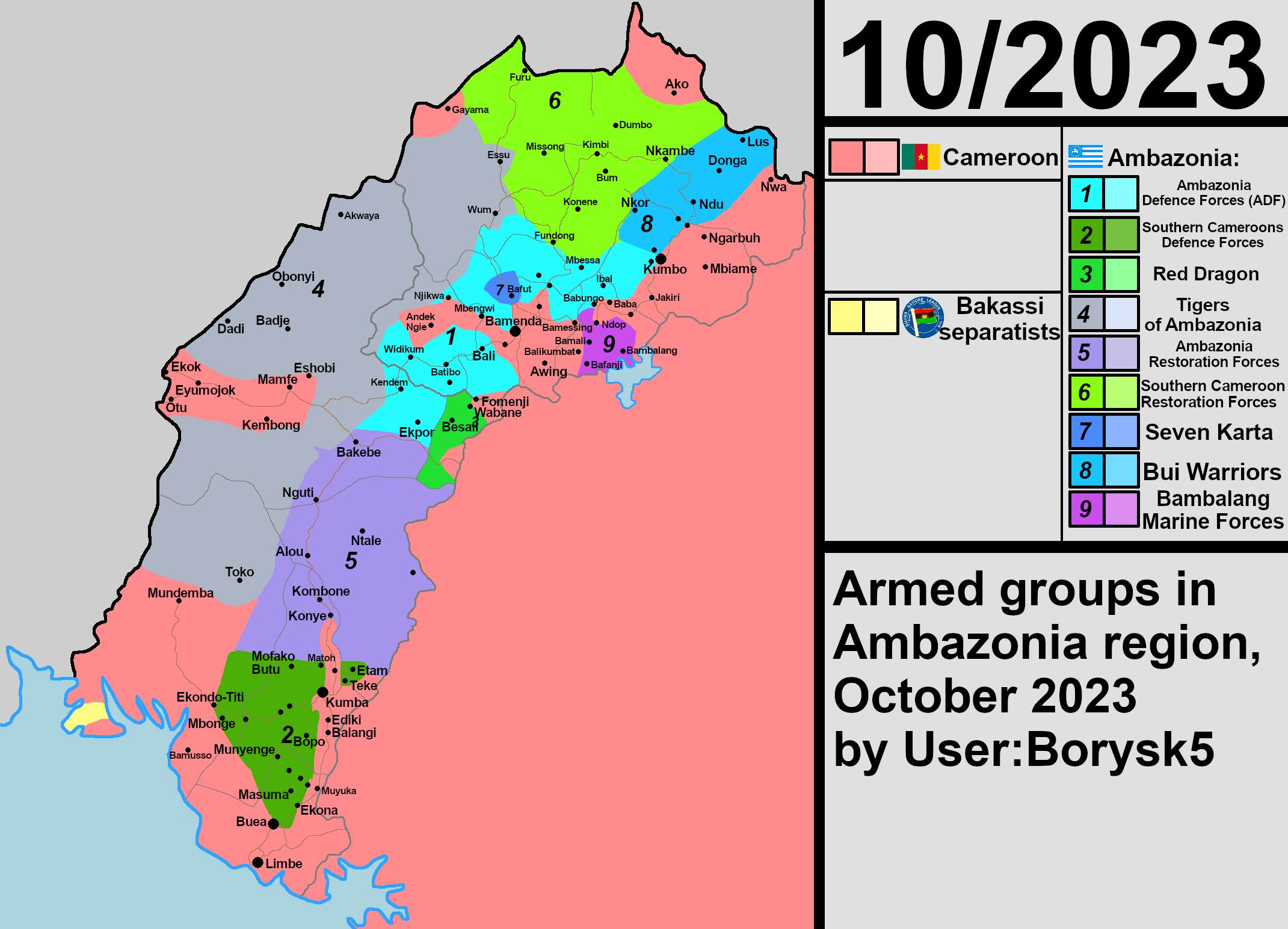
Mapa da situação militar na região da Ambazônia.

Vários grupos militantes lutam pela independência da Ambazônia, que são comumente referidos como "Amba Boys", durante a crise separatista nos Camarões. Deve-se mencionar que existem outros grupos envolvidos, mas as suas táticas permanecem não-violentas. 
Muitos grupos rebeldes ambazonianos e os seus comandantes adotam nomes simbólicos que fazem referência a animais ou a características pessoais específicas; estes são usados para evocar temor e respeito.

## Lista
| Nome do grupo                                                                                             | Parte de (se aplicável) | Lealdade política (se aplicável)                                                                                | Comandante(s) | Força                                               |
| --- | --- | --- | --- | --------------------------------------------------- |
| Alou Guerilla Fighters                                                                                    | ? | ? | "General Ayekeah" † | ?                                                   |
| Ambaland Forces                                                                                           | N/A | ? | ? | 10–30 (até 2018)                                    |
| Ambaland Quifor                                                                                           | ? | ? | Silas Zama | 200 (até 2019)                                      |
| Ambazonia Dark Forces                                                                                     | ? | ? | Capo Daniel | ?                                                   |
| Forças de Defesa da Ambazônia                                                                             | N/A | Conselho Governante da Ambazônia (por sua vez, aliado à facção leal a Ayuk Tabe do Governo Interino desde 2020) | Ayaba Cho Lucas Benedict Nwana Kuah Ivo Mbah † "General Efang" ("Big Number") Capo Daniel (anteriormente) "Major General King Commando" "General Manboy" "General Cross and Die" † "Colonel John" † "General Rasta" † Orock Valentine aka "General Mbula" † "General Abakwa" † | 200–500 (até 2019)                                  |
| Forças de Inteligência da Ambazônia                                                                       | Conselho de Autodefesa da Ambazônia | ? | ? | ?                                                   |
| Guardas Revolucionários da Ambazônia                                                                      | Conselho de Autodefesa da Ambazônia | ? | Clement Mbashie aka "General No Pity" (O General No Pity também lidera as Forças Marinhas de Bambalang e os Guerreiros da Unidade Bui) | ?                                                   |
| Exército de Restauração da Ambazônia                                                                      | Conselho de Autodefesa da Ambazônia | Conselho de Libertação dos Camarões do Sul (Governo Interino)                                                   | Paxson Agbor | algumas dezenas (até 2019)                          |
| Forças Marinhas de Bambalang                                                                              | Conselho de Autodefesa da Ambazônia | ? | Clement Mbashie aka "General No Pity" (O General No Pity também lidera os Guardas Revolucionários da Ambazônia e os Guerreiros da Unidade Bui) Sylvester Mbashie aka "General Shina Rambo"                                                                                     | ?                                                   |
| Asawana                                                                                                   | ? | ? | ? | ?                                                   |
| Black Cats                                                                                                | ? | ? | ? | ?                                                   |
| Black Hearts of Banga Bakundu                                                                             | ? | ? | ? | ?                                                   |
| Black Mambas                                                                                              | ? | ? | ? | ?                                                   |
| Black Shoes of Oku                                                                                        | ? | ? | ? | ?                                                   |
| Exército de Resistência Banso                                                                             | ? | ? | ? | ?                                                   |
| Buffaloes of Bali                                                                                         | ? | Incerto, mas lutou contra a milícia Forças de Defesa da Ambazônia de "Big Number"                               | ? | ?                                                   |
| Guerreiros da Unidade Bui                                                                                 | Incerto[a] | ? | Clement Mbashie aka "General No Pity" (O General No Pity também lidera os Guardas Revolucionários de Ambazonia e as Forças Marinhas de Bambalang) "General Mad Dog" | ?                                                   |
| Bui Warriors                                                                                              | Conselho de Autodefesa da Ambazônia Forças de Restauração dos Camarões do Sul (General Insobu foi o sucessor do General Chacha; Chacha estava alinhado com as Forças de Restauração dos Camarões do Sul) | ? | "General Insobu" † "General Thunder" † | ?                                                   |
| Grupo de autodefesa de Dongang Mantung (ou "Forças de libertação de Donga e Mantung")                     | ? | ? | ? | ?                                                   |
| Expendables 100                                                                                           | ? | ? | "General Ten Kobo" | ?                                                   |
| Fako Action Forces                                                                                        | ? | ? | ? | ?                                                   |
| Fako-Meme Black Tar Council                                                                               | ? | ? | Augustine Ambe ("General Above the Law") † | ?                                                   |
| Fako Mountain Lions                                                                                       | ? | ? | ? | ?                                                   |
| Ground Zero                                                                                               | ? | ? | Success Nkongho | ?                                                   |
| Gorilla Fighters                                                                                          | ? | ? | "General Ayeke" † | ?                                                   |
| Jaguars of Bamessing                                                                                      | ? | ? | "General Sagard" | ?                                                   |
| Menchum Fall Warriors                                                                                     | ? | ? | ? | algumas dezenas (até 2019)                          |
| Manyu Ghost Warriors                                                                                      | Conselho de Autodefesa da Ambazônia | Conselho de Libertação dos Camarões do Sul (Governo Interino)                                                   | Martin Ashu | 500 (até 2019)                                      |
| Conselho de Defesa de Ngoketundjia                                                                        | ? | ? | ? | ?                                                   |
| Exército de Libertação Nso                                                                                | ? | ? | ? | ?                                                   |
| Dragão Vermelho                                                                                           | Conselho de Autodefesa da Ambazônia "Lebialem Defence Force" | Conselho de Libertação dos Camarões do Sul (Governo Interino)                                                   | "Field Marshall" Lekeaka Oliver † "General Ayekeah" † (também chefe da Alou Guerilla Fighters) | 200 (até 2019)                                      |
| Seven Karta                                                                                               | Conselho de Autodefesa da Ambazônia | Conselho de Libertação dos Camarões do Sul (Governo Interino)                                                   | "General Alhaji" † "General Peace Plant" † "One Blood" † | 200 (até 2019)                                      |
| Forças de Defesa dos Camarões do Sul                                                                      | Alinhado com, mas não oficialmente parte do, Conselho de Autodefesa da Ambazônia | Conselho de Libertação dos Camarões do Sul (APLM)                                                               | Ebenezer Akwanga Andrew Ngoe † "General Opopo" "General Jason" | 400 (até 2019)                                      |
| Forças de Restauração dos Camarões do Sul (também conhecidas como "Forças de Defesa dos Camarões do Sul") | Conselho de Autodefesa da Ambazônia | Conselho de Libertação dos Camarões do Sul (Governo Interino)                                                   | Nso Foncha Nkem "General RK" "General Chacha" † | 100 (até 2019)                                      |
| Team Retina                                                                                               | ? | ? | "General Massacre" | ?                                                   |
| Ten Cobo                                                                                                  | ? | ? | ? | ?                                                   |
| Ten-Ten                                                                                                   | ? | ? | "General Ten-Ten" | 50 (até 2019)                                       |
| The Mountain Lions                                                                                        | ? | ? | ? | ?                                                   |
| Tigres da Ambazônia (também conhecido como "Manyu Tigers" ou "Tigers of Manyu")                           | Conselho de Autodefesa da Ambazônia | Conselho de Libertação dos Camarões do Sul (Governo Interino)                                                   | ? | c. 500 (até 2019)                                   |
| The Sword of Ambazonia (TSOA)                                                                             | ? | ? | ? | 200 (até 2019)                                      |
| Vipers | N/A | ? | ? | algumas dezenas (até 2019)                          |
| White Tigers                                                                                              | ? | ? | ? | 50 (até 2019)                                       |
| Warriors of Nso                                                                                           | ? | ? | ? | 100 (até 2019)                                      |
| One Touch                                                                                                 | ? | ? | ? | ?                                                   |
| Isakabas                                                                                                  | ? | ? | ? | ?                                                   |
| Mais de 20 milícias não identificadas em 2019                                                             | ? | ? | | Centenas, divididos em dezenas de grupos (até 2019) |